# Arago de Sète Volley-Ball
L'Arago de Sète Volley-Ball è una società pallavolistica maschile francese con sede a Sète: milita nel campionato di Ligue A.

## Storia
Il club nacque nel 1953 per iniziativa della liceo di Sète dedicato al fisico François Arago; dopo le vittorie di diversi tornei giovanili, nel 1967 approdò nella massima categoria del campionato francese. Da quell'anno milita ininterrottamente in Pro A, con la sola eccezione della stagione 1976-77. Nel 1983 esordì per la prima volta in una competizione europea, la Coppa CEV.
Nel 1988 ha vinto la Coppa di Francia e nel 2005 ha raggiunto la finale di campionato, persa contro il Cannes. Vanta molti trofei giovanili (3 titoli Cadets, 1 titolo Espoirs, oltre a un campionato di beach volley 4x4 (1995).

## Rosa 2019-2020
| N° | Nome              | Ruolo | Data di nascita   | Nazionalità sportiva |
| -- | ----------------- | ----- | ----------------- | -------------------- |
| 1  | Matthieu García   | P     | 11 marzo 2000     | Francia              |
| 3  | Antoine Carreño   | L     | 22 dicembre 1999  | Francia              |
| 4  | Lenny Socrier     | C     | 15 marzo 1999     | Francia              |
| 5  | Théo Bastien      | S     | 11 dicembre 2000  | Francia              |
| 6  | Lowie Stuer       | L     | 24 novembre 1995  | Belgio               |
| 7  | Baptiste Enfoux   | S     | 1º aprile 1996    | Francia              |
| 9  | Romāns Saušs      | S     | 27 giugno 1989    | Lettonia             |
| 10 | Samuel Jeanlys    | O     | 27 marzo 1999     | Francia              |
| 11 | Arno van de Velde | C     | 30 dicembre 1995  | Belgio               |
| 12 | Brendan Gouessant | P     | 26 maggio 2001    | Francia              |
| 13 | Vasyl' Tupčij     | O     | 13 gennaio 1992   | Ucraina              |
| 14 | Killian Weidner   | C     | 17 aprile 1997    | Francia              |
| 15 | Vjačeslav Tarasov | S     | 2 febbraio 1988   | Russia               |
| 16 | Daryl Bultor      | C     | 17 novembre 1995  | Francia              |
| 17 | Željko Ćorić      | P     | 24 agosto 1988    | Bosnia ed Erzegovina |
| 18 | Tom Picard        | S     | 16 settembre 1998 | Francia              |
| 19 | Baptiste Geiler   | S     | 12 marzo 1987     | Francia              |
| 20 | Rémy Lalisse      | S     | 13 luglio 2001    | Francia              |

## Palmarès
- Coppa di Francia: 1

1987-88